# Strategic Defense and Security Review
 (août 2018).
Si vous disposez d'ouvrages ou d'articles de référence ou si vous connaissez des sites web de qualité traitant du thème abordé ici, merci de compléter l'article en donnant les références utiles à sa vérifiabilité et en les liant à la section « Notes et références ».

La Strategic Defense and Security Review (SDSR) est un ouvrage de prospective, de doctrine et de planification des moyens militaires du gouvernement britannique, édité en 2015.
Il est relativement similaire au Livre Blanc sur la Défense et la Sécurité Nationale édité périodiquement par le gouvernement français, et dont la dernière édition date de 2013, le gouvernement Philippe ayant préféré publier en 2017 une simple revue stratégique.

## La SDSR en détail
Elle se compose des chapitres suivants :

### Chapitre 1:Our vision
Ce chapitre présente de façon générique l'ambition du gouvernement du Royaume-Uni et détaille ses objectifs stratégiques :
1. Protéger sa population,
2. Déployer son influence de façon globale,
3. Promouvoir la prospérité du Royaume Uni.

### Chapitre 2:The UK: strong, influential, global
Ce chapitre liste tous les atouts, objectifs ou non, que le Royaume Uni possède, depuis la résilience de sa société jusqu'à l'influence de la BBC en passant par ses forces armées et ses services de renseignement performants.

### Chapitre 3:The national security context
Ce chapitre dresse le panorama du contexte sécuritaire mondial et des menaces qu'il fait peser sur le Royaume-Uni, notamment :
- la montée des menaces liées à l'extrémisme, l'instabilité et le terrorisme,
- la résurgence des menaces étatiques, et notamment, pour les britanniques, celle de la Russie,
- les impacts de la technologie, et notamment des cyber-menaces,
- l'érosion de l'ordre international et du multilatéralisme.

### Chapitre 4:Protect our people
Ce chapitre liste les moyens à mettre en œuvre pour assurer la sécurité des citoyens britanniques, conformément au 1er objectif stratégique, en faisant une large part aux forces armées.
Il présente le format visé des forces armées à l'horizon 2025, qu'il nomme Joint Force 2025.

### Chapitre 5:Project our global influence
Ce chapitre détaille l'objectif stratégique no 2, en identifiant tous les relais d'influence que le Royaume Uni possède, via les institutions internationales, son réseau diplomatique, son soft power, ses accords de défense, le Commonwealth, etc.

### Chapitre 6:Promote our prosperity
Il s'agit pour le Royaume Uni de défendre ses intérêts économiques en même temps que ses intérêts stratégiques.

### Chapitre 7:Implementation and reform
Ce chapitre détaille les modalités d'application des préconisations du document et les réformes à mener.

## Publications intermédiaires
Comme en France, la SDSR n'est pas révisée chaque année mais d'autres documents viennent actualiser le contexte sécuritaire et économique, et faire le bilan des moyens militaires et sécuritaires à la disposition du gouvernement du Royaume-Uni. 

### Le rapport 2016 sur la SDSR
Publié en 2016 par le gouvernement britannique, ce document commente les éléments nouveaux survenus depuis la SDSR, et notamment le résultat du référendum sur le Brexit. Il cite au passage la première ministre : « nous quittons l'Union européenne mais nous ne tournons pas le dos à l'Europe ». Il développe quelques risques cités en 2015 qui ont pris de l'ampleur, comme les catastrophes naturelles, de plus en plus fréquentes et violentes, et l'immigration de masse.
Il introduit un concept de Global Britain consistant à s'auto-persuader que le pays a la masse critique et les relations  nécessaires pour très bien s'en sortir.
Enfin, il fait l'inventaire des mesures envisagées en 2015, et de leur état d'avancement.
En 2018, un nouveau rapport est publié, intégré dans un document englobant, la NSCR.

### La National Security Capability Review (NSCR)
Publiée en 2018 par le gouvernement britannique, elle est à la fois un deuxième rapport annuel sur la SDSR, et un document de doctrine venant compléter la SDSR. Elle entre dans le détail du concept de Global Britain ébauché dans le rapport 2016, et définit une nouvelle doctrine de "fusion", sous la houlette du National Security Council.

### Le Modernising Defence Program (MDP)
Un programme de modernisation de la défense britannique est attendu à l'été 2018. Il doit permettre de répondre aux nouveaux défis que les armées britanniques doivent relever, notamment les difficultés de recrutement, les pertes de change dues à la chute de la livre, l'avenir des programmes majeurs F-35 et défense anti-missiles balistiques.